# Colin Currie Group
Le Colin Currie Group est un groupe de percussions britannique, fondé et dirigé par Colin Currie. Il s’est principalement consacré à l’interprétation et à l’enregistrement de la musique de Steve Reich.

## Carrière
Le percussionniste Colin Currie est passionné depuis l’adolescence par la musique de Steve Reich. Il forme le Colin Currie Group en 2006 pour une représentation de Drumming de Steve Reich, aux BBC Proms, à l'occasion du 70e anniversaire du compositeur. Le groupe a depuis joué Drumming dans le monde entier, avant d'ajouter un certain nombre d'œuvres à son répertoire, comme Music for 18 Musicians, Sextet, Tehillim et Music for Pieces of Wood. Reich, qui a travaillé en étroite collaboration avec l'ensemble, a déclaré que Colin Currie est « l'un des plus grands musiciens travaillant dans le monde aujourd'hui. » Le compositeur s'est lui-même produit sur scène aux côtés du groupe, notamment pour une interprétation de Clapping Music, lors du concert qui a vu la première mondiale de Quartet en 2014.
L'effectif du groupe est variable, et compte jusqu'à une douzaine de membres selon les pièces interprétées.
Le Colin Currie Group s'est fréquemment produit au Royaume-Uni, et a fait ses débuts internationaux au Tokyo Opera City Concert Hall en 2012, et ses débuts européens au Concertgebouw d'Amsterdam. Il s'est également produit à l'Elbphilharmonie de Hambourg, au Southbank Centre de Londres, à la Cité de la Musique de Paris, à la Philharmonie de Cologne, au Festival Strings of Autumn de Prague, au Doelen de Rotterdam, au Glasgow Minimal Festival, au Festival d'Helsinki et au Festival de Macao.
En 2017, le groupe Colin Currie a financé avec succès un enregistrement de Drumming de Steve Reich, publié sur Colin Currie Records en février 2018.
En février 2018, Nonesuch Records publie un enregistrement du groupe Colin Currie interprétant Quartet de Steve Reich, à côté de Pulse interprété par l’International Contemporary Ensemble.

## Enregistrements
Drumming, par le Colin Currie Group, Colin Currie Records, 2018. Durée 55 min.
Pulse/Quartet, par l'International Contemporary Ensemble et le Colin Currie Group, Nonesuch Records, 2018.
Colin Currie & Steve Reich, Clapping Music, Proverb, Mallet Quartet, Pulse, Live at fondation Louis Vuitton, Colin Currie Group et Synergy Vocals, Colin Currie Records, 2019

Steve Reich, Music for 18 musicians, Colin Currie Group et Synergy Vocals, Colin Currie Records, 2023